# نماد های نازی و نئونازی
حزب نازی آلمان در سدهٔ بیستم از نمادهای گرافیکی، به‌ویژه سواستیکا، بسیار بهره برد، به‌ویژه در قالب پرچم سواستیکا که در سال ۱۹۳۳ به‌عنوان پرچم مشترک ملی آلمان نازی و در ۱۹۳۵ به‌عنوان پرچم ملی واحد درآمد. پرچم بسیار مشابهی نیز از آغاز ۱۹۲۰ نمایندهٔ حزب بود.
نمادهای نازی‌ها و نمادهای اضافی بعدها توسط نئونازی‌ها نیز به‌کار گرفته شدند.

## سواستیکا
نماد اصلی نازی‌ها، سواستیکا بود که حزب نازی تازه‌تأسیس رسماً آن را در ۱۹۲۰ به‌کار گرفت. نماد رسمی حزب، Parteiadler بود؛ عقابی بر فراز یک سواستیکا.
الگوی سیاه–سفید–قرمز بر اساس رنگ‌های پرچم‌های امپراتوری آلمان شکل گرفته بود. این ترکیب رنگ معمولاً با ملی‌گرایان آلمانیِ مخالف جمهوری وایمار پس از فروپاشی امپراتوری آلمان در ارتباط بود. نازی‌ها پرچم سیاه–قرمز–طلایی جمهوری وایمار (و پرچم فعلی آلمان) را محکوم کردند.

## علم نشان‌ها

نشانِ دوران نازی‌های تورینگن با شیری که سواستیکا را در چنگال دارد. پس از سال ۱۹۴۵ سواستیکا حذف شد.

در دورهٔ حاکمیت نازی‌ها، نهادهای دولتی تشویق می‌شدند که نمادهای مذهبی را از نشان‌های خود حذف کنند. شمار اندکی از شوراهای آلمانی واقعاً نمادهای کهن خود را تغییر دادند. برخی اما این کار را انجام دادند، ازجمله کوبرگ که سرِ سیاهپوستِ نماد سنت موریس را از نشان خود با شمشیری که سواستیکا بر دسته دارد جایگزین کرد، و تورینگن که سواستیکا را به پنجه‌های شیرِ نشان خود افزود.

## نمادها و نشان‌های دیگر
حروفِ رون‌های آرمانن که توسط گیدو فون لیست اختراع شده بود، توسط اس‌اس به‌کار می‌رفت، به‌ویژه دُپل زیگرونه که بر اساس رون تاریخی سوییلو تفسیرشده توسط لیست برای نشان دادن «پیروزی» به‌جای خورشید بود. رون‌های آرمانن دیگر که توسط نازی‌ها و بعدها توسط نئونازی‌ها استفاده شد، شامل اشکالی برگرفته از ایهوآز، تیواز، آلگیز و اوتالا.

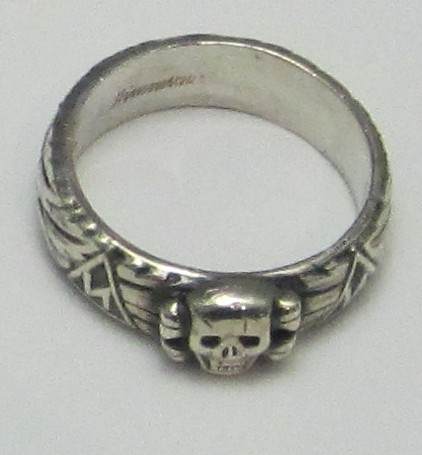
انگشتر اسکلت که به اعضای ارشد اس‌اس اعطا می‌شد – بازتولید

تاج مردگان (Totenkopf) در SS-Ehrenring که توسط هاینریش هیملر به اعضای مورد علاقهٔ اس‌اس اهدا می‌شد، ظاهر می‌شود و به‌عنوان نشان توسط واحدهای سر مردگان اس‌اس که اردوگاه‌های کار اجباری را اداره می‌کردند، به‌کار می‌رفت.
یگان‌های ورماخت نیز از نمادی مانند Wolfsangel استفاده می‌کردند.
یگان تحقیقاتی آهنرنربه تحت فرمان اس‌اس نیز از نماد ایرمینسول نیوهِیثنِ ویلهم تئودت استفاده می‌کرد.
استراسریسم، شاخه‌ای از نازیسم با ایدئولوژی موضع سوم، از چکشی متقاطع با شمشیر به‌عنوان نشانهٔ خود استفاده می‌کرد.

## ممنوعیت نمادها
نمایش عمومی نمادها و حرکات نازی امروز در بسیاری از کشورها ازجمله استرالیا (از ۲۰۲۴)، اتریش، برزیل، چین، فرانسه، آلمان (نگاه کنید به §۸۶a قانون جنایی آلمان)، لتونی، لیتوانی، لهستان، روسیه و اوکراین ممنوع است.
در ۹ اوت ۲۰۱۸، آلمان ممنوعیت استفاده از سواستیکا و دیگر نمادهای نازی را در بازی‌های ویدئویی برداشت و اجازه داد «بازی‌هایی که به‌طور انتقادی به موضوعات جاری می‌پردازند» توسط تولیدکننده برچسب سنی دریافت کنند، مانند USK. این اقدام برای هم‌خوان کردن قانون با صنعت فیلم و سایر هنرها انجام شد.

## استفاده توسط گروه‌های نئونازی
بسیاری از نمادهای نازی‌ها بعداً توسط گروه‌های نئونازی‌ها نیز برچیده شد، از جمله چند رون: خورشید سیاه که برگرفته از کف‌پوش موزاییکی در بازسازی وِولز‌بورگ به‌دست هیتلر بود؛ و صلیب سلتیک که در اصل نمادی برای گروه‌های اروپایی پیش از مسیحیت و مسیحیان مانند ایرلندی‌ها بود.
نئونازی‌ها همچنین از نمادهای عددی استفاده می‌کنند:
- ۱۸، کدِ نام مخفف «آدولف هیتلر»؛ این عدد از جایگاه حروف در الفبا به‌دست می‌آید: A = 1 و H = 8.[۱۲]
- ۸۸، مخففِ «زیرو هیتلر»، عبارتی که در سلام نازی به‌کار می‌رفت.[۱۳] همچنین به ۸۸ پیش‌نویس، بیانیه‌ای نوشته‌شده توسط David Lane، طرفدار برتری نژاد سفید اشاره دارد.
- ۱۴، برگرفته از «چهارده کلمه»ٔ ابداعیِ دیوید لین: «ما باید موجودیت مردم خود و آیندهٔ فرزندان سفیدپوست‌مان را تأمین کنیم.»[۱۴]
- گاهی اوقات ۱۴ و ۸۸ با هم ترکیب می‌شوند (مثلاً ۱۴/۸۸، ۸۸۱۴، ۱۴۸۸).[۱۵] گاهی این اعداد را روی تاس نیز می‌بینید.[۱۶]

در سال ۱۹۹۷، ولفگانگ فرولیخ، یک انکارکنندهٔ هولوکاست و نماینده سابق حزب آزادی اتریش، ادعا کرد غذای موردعلاقهٔ هیتلر «اِیرن‌نوکرل» (خُردهٔ تخم‌مرغ) بود. برخی رستوران‌ها در اتریش در ۲۰ آوریل (روز تولد هیتلر) این غذا را به‌عنوان «پیشنهاد روز» تبلیغ کردند، هرچند این ادعا هرگز به‌صورت تاریخی تأیید نشده است. بعضی نِئو-فاشیست‌ها شروع به خوردنِ این غذا به‌عنوان «غذای نمادین» برای گرامیداشت تولد هیتلر کردند.

## گالری

Parteیدلر حزب نازی (۱۹۳۳–۱۹۴۵)
نشان تاج سرِ مردهٔ اس‌اس[۲۰]
نماد Wolfsangel به‌شکل افقی، استفاده‌شده توسط تیپ ۲ زرهی اس‌اس داس رایش[۲۱]
نماد Wolfsangel به‌شکل عمودی، استفاده‌شده توسط تیپ ۴ نیروی پلیس زرهی اس‌اس
اودال بال‌دار[۵] استفاده‌شده توسط تیپ ۷ داوطلب کوهستانی اس‌اس پرینز اوگن (همچنین توسط جنبش ناسیونال سوسیالیست آمریکا از نوامبر ۲۰۱۶ تا ۲۰۱۹)[۲۲]
دُپل زیگرونه اس‌اس، بر اساس رون سوییلو
رون آلگیز
صلیب آهنین (نسخه ۱۹۳۹)
نسخهٔ ساده‌شدهٔ صلیب سلتیک، استفاده‌شده توسط گروه‌های نئونازی
خورشید شکسته (نوعی صلیب خورشید)، استفاده‌شده توسط جنبش ایمان آلمانی و تیپ ۵ زرهی اس‌اس وی‌کینگ، همچنین توسط جامعه تُله[۲۳]
چکش و شمشیر استفاده‌شده توسط پیروان استراسریسم
خورشید سیاه استفاده‌شده توسط گروه‌های نازیسم اسطوره‌ای و دیگر گروه‌های نئونازی
گونه‌ای دیگر از خورشید سیاه استفاده‌شده توسط گروه‌های نازیسم اسطوره‌ای و دیگر نئونازی‌ها